# Tessaropa guanabarina
Tessaropa guanabarina là một loài bọ cánh cứng trong họ Cerambycidae.